# E442号線
E442号線(E442ごうせん、英: European route E442) はチェコのカルロヴィ・ヴァリから、スロバキアのジリナを結ぶ、欧州自動車道路のBクラス幹線道路。

## 経路
- チェコ
  - E48号線、E49号線 – カルロヴィ・ヴァリ
  - E55号線 – テプリツェ
  - E65号線 – トゥルノフ
  - E67号線 – フラデツ・クラーロヴェー
  - E462号線 – オロモウツ
- スロバキア
  - E50号線、E75号線 – ジリナ